# 池田町 (西宮市)
池田町（いけだちょう）は、兵庫県西宮市の町名。一丁目から十三丁目がある。郵便番号は662-0911。

## 地理
東は津門大塚町に接する。西は六湛寺町に接する。北は西福町、南は松原町と接する。

## 交通

### 鉄道
JRが通っている。
- JR神戸線
  - (甲子園口二丁目)-西宮駅-(神楽町)

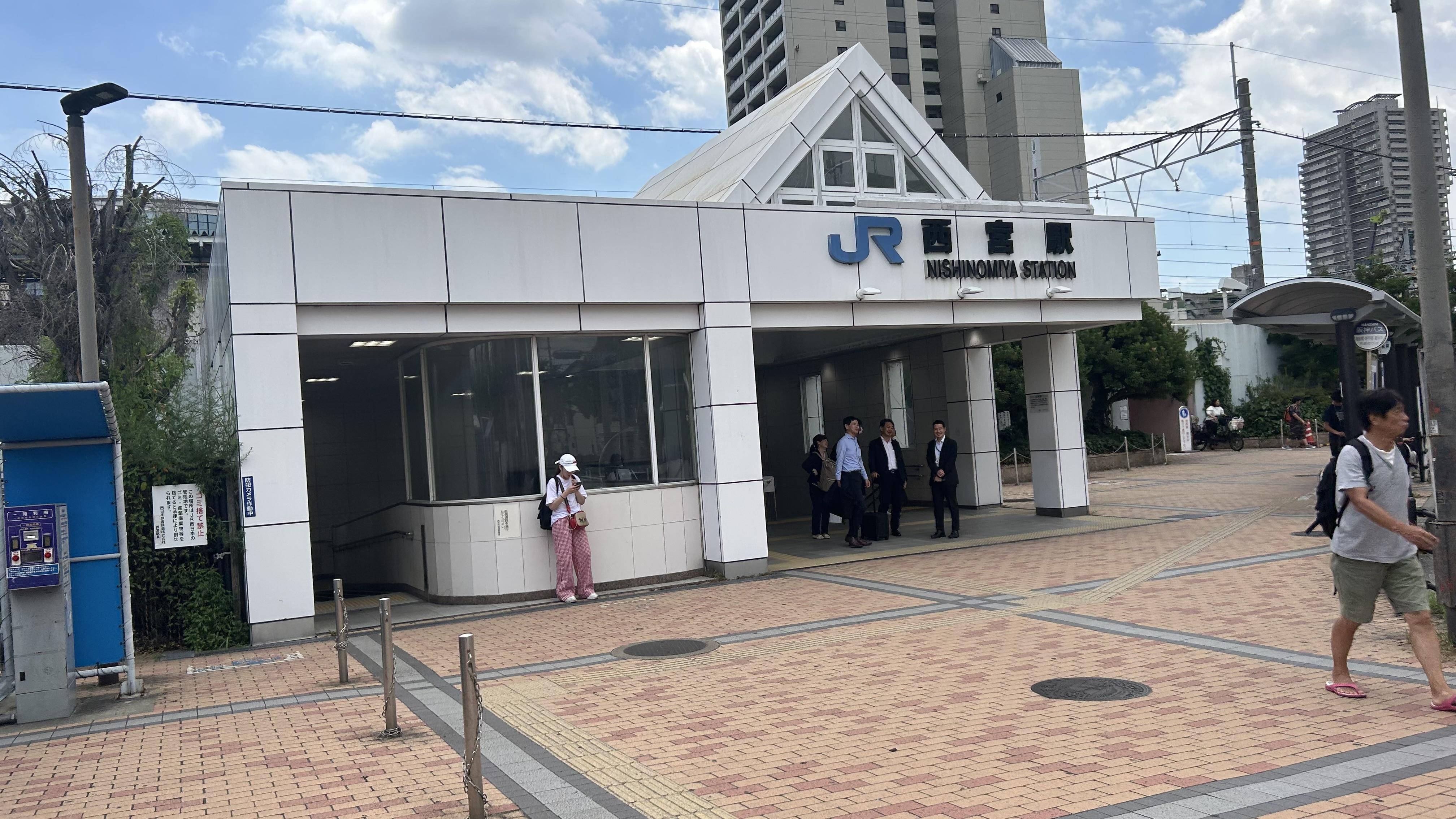
JR西宮駅北口

### バス
阪神バスが通っている
| 路線名         | 業者     | 起点         | 町内の停留所                                        | 終点       |
| -------------- | -------- | ------------ | --------------------------------------------------- | ---------- |
| 尼崎西宮線     | 阪神バス | 阪神西宮     | (六湛寺町)-国道JR西宮駅前-JR西宮駅南口-(津門稲荷町) | 阪神尼崎   |
| 西宮団地線     | 阪神バス | 阪神西宮     | (六湛寺町)-国道JR西宮駅前-JR西宮駅南口-(津門稲荷町) | (環状)     |
| マリナパーク線 | 阪神バス | 阪神西宮南口 | (六湛寺町)-国道JR西宮駅前-JR西宮駅南口-(津門稲荷町) | (環状)     |
| 西宮甲子園線   | 阪神バス | 阪神西宮     | (六湛寺町)-国道JR西宮駅前-JR西宮駅南口-(津門西口町) | 阪神甲子園 |

## 校区
市立小・中学校に通う場合、校区は以下の通りとなる
- 1-14丁目：用海小学校、今津中学校

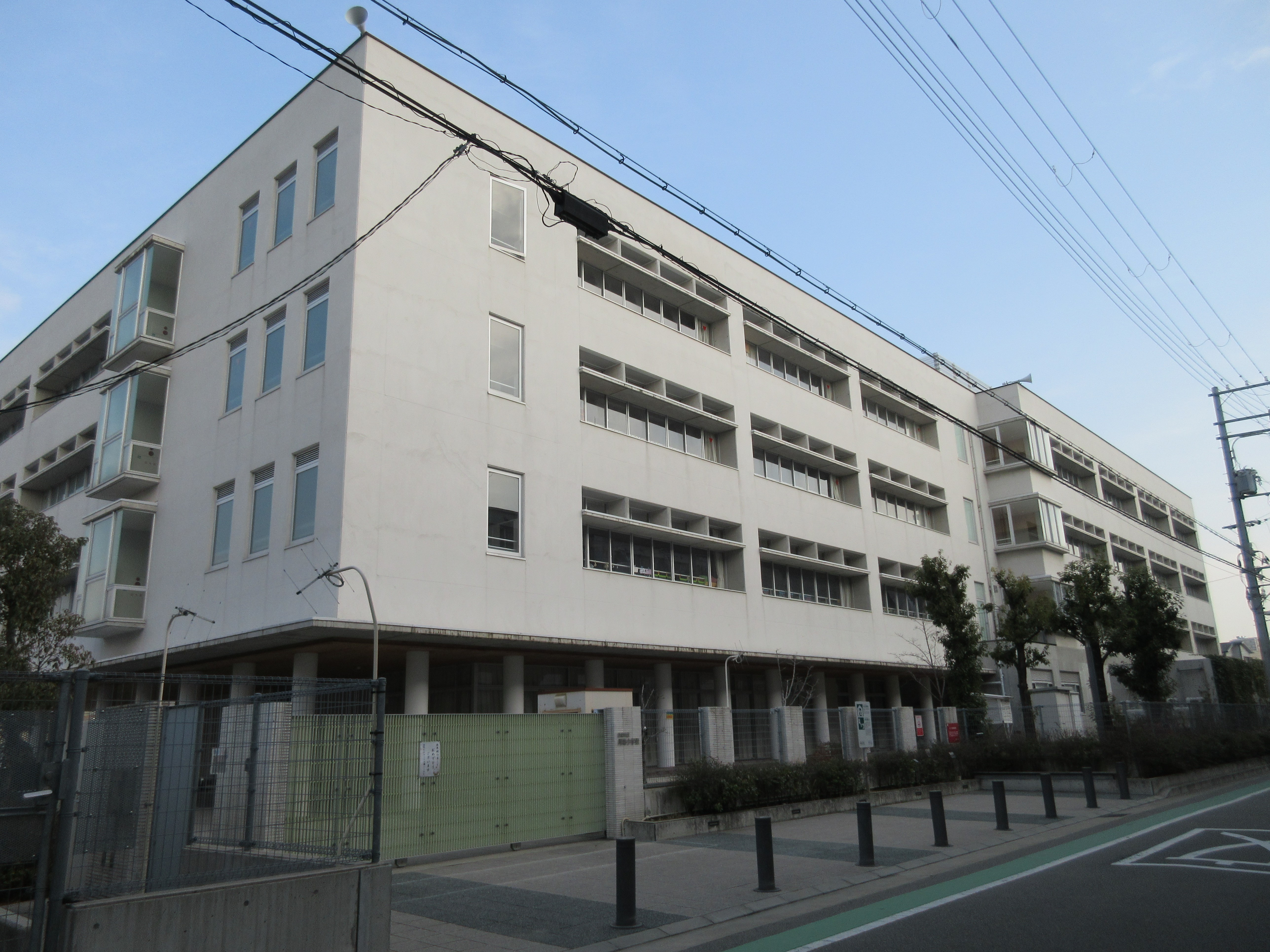
用海小学校
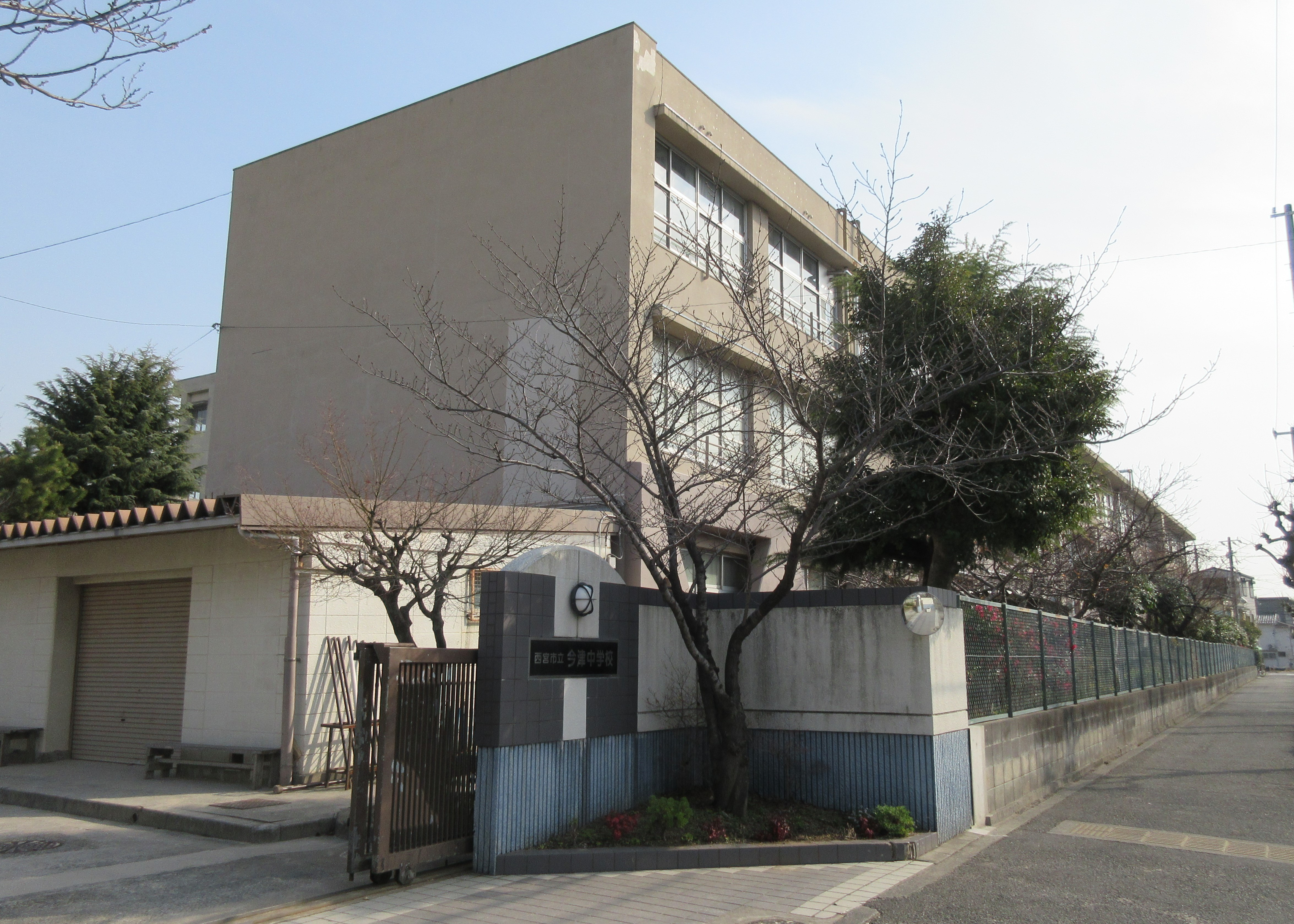
今津中学校

## 施設

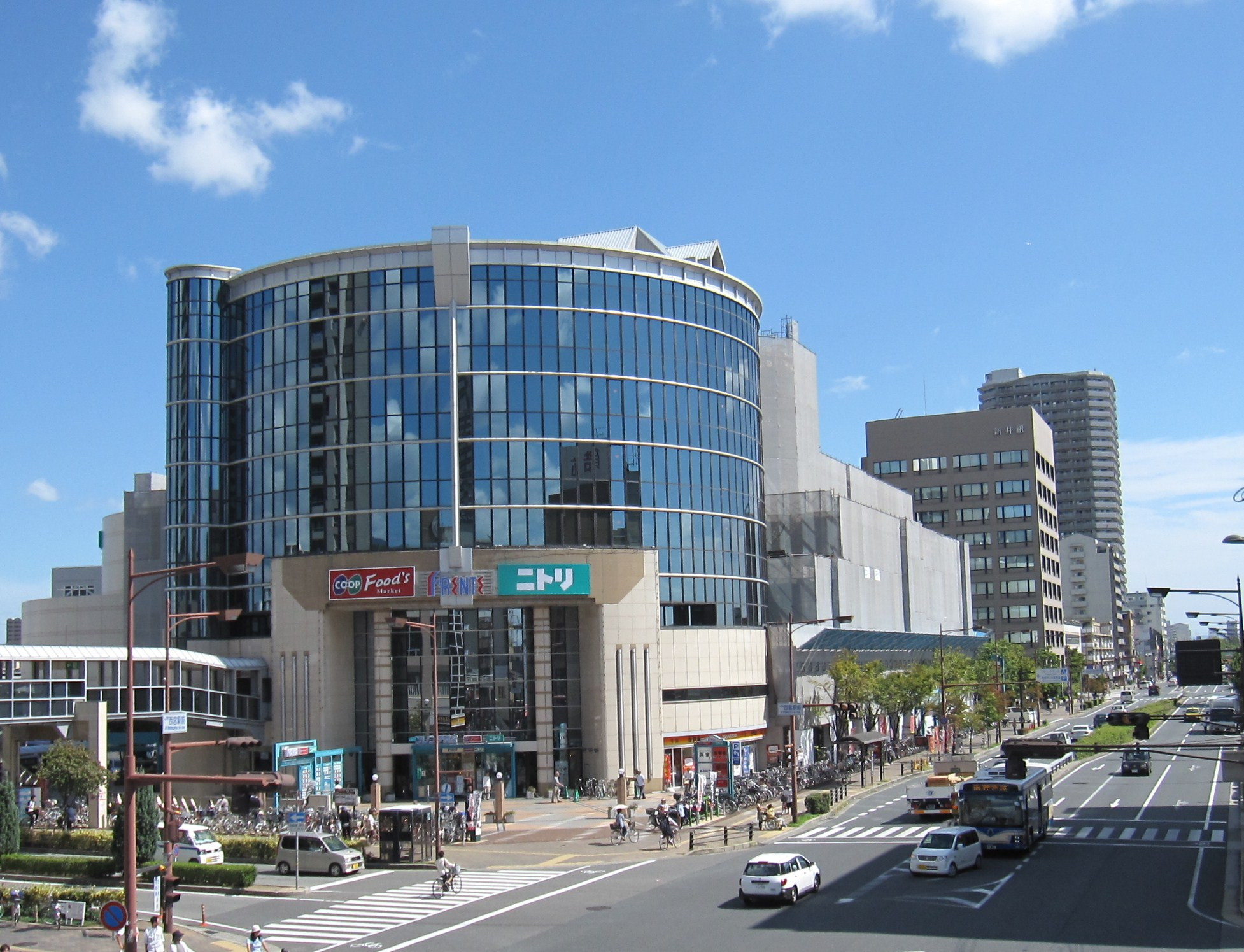
フレンテ西宮

### 11丁目

#### 施設

##### フレンテ西宮
- ニトリ
- コープコウベ
- ダイソー
- 吉野家

### 13丁目

#### 交通
- 西宮駅